# Živorodka mexická
Živorodka mexická (latinsky: Poecilia mexicana, slovensky: živorodka mexická, anglicky: Atlantic molly, Shortfin molly, Cave molly). Rybu poprvé popsal v roce 1863 rakouský ichtyolog Franz Steindachner (11. listopad 1834, Vídeň – 10. prosinec 1919, Vídeň).

## Popis
Ryba má lesklé, lehce žluté, až nazelenalé tělo. Samice dorůstá až 11 cm. Samec má kolem 4 cm. Pohlaví ryb je snadno rozeznatelné: samci mají pohlavní orgán gonopodium, samice klasickou řitní ploutev.

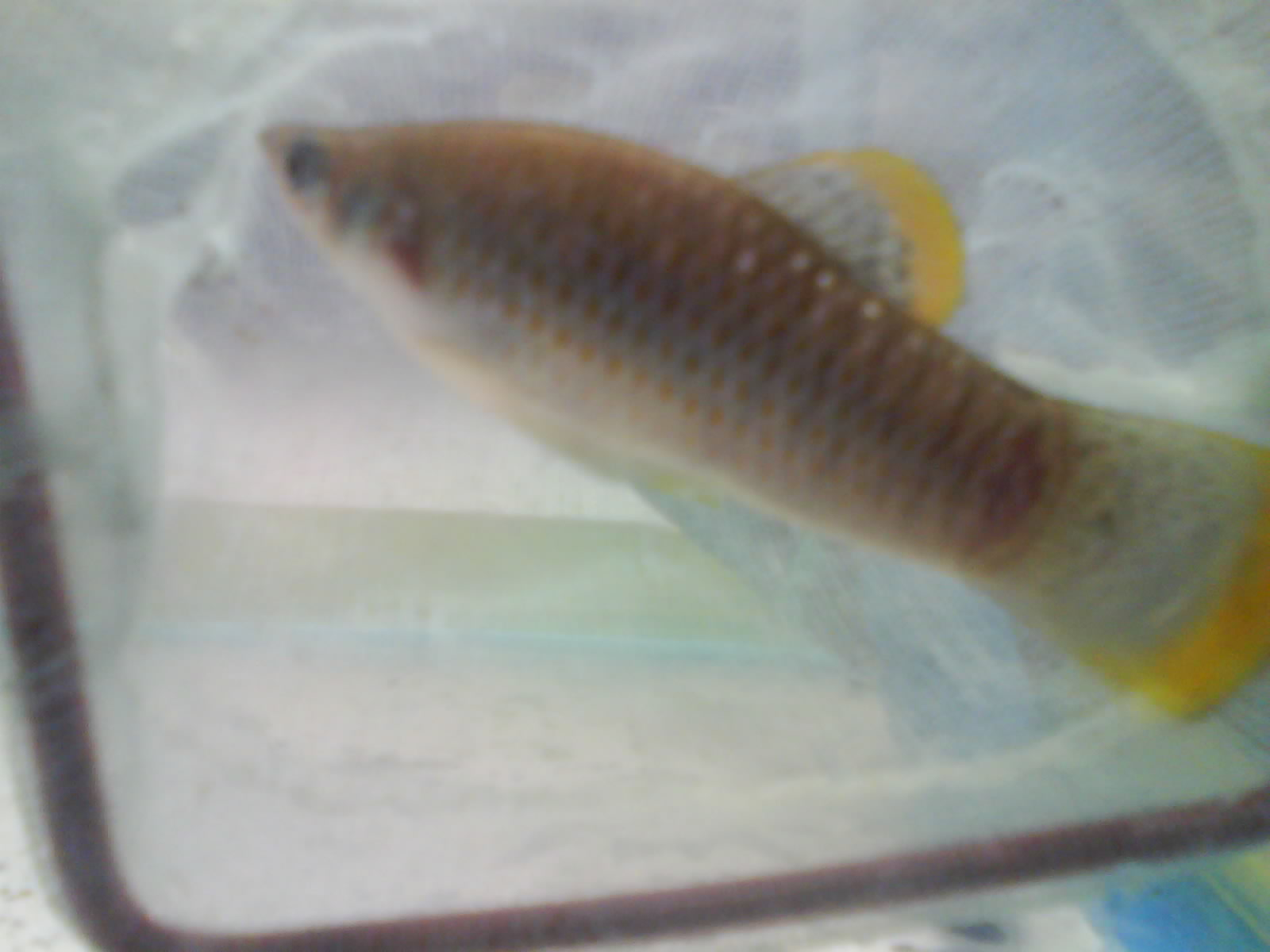
Poecilia mexicana, samec
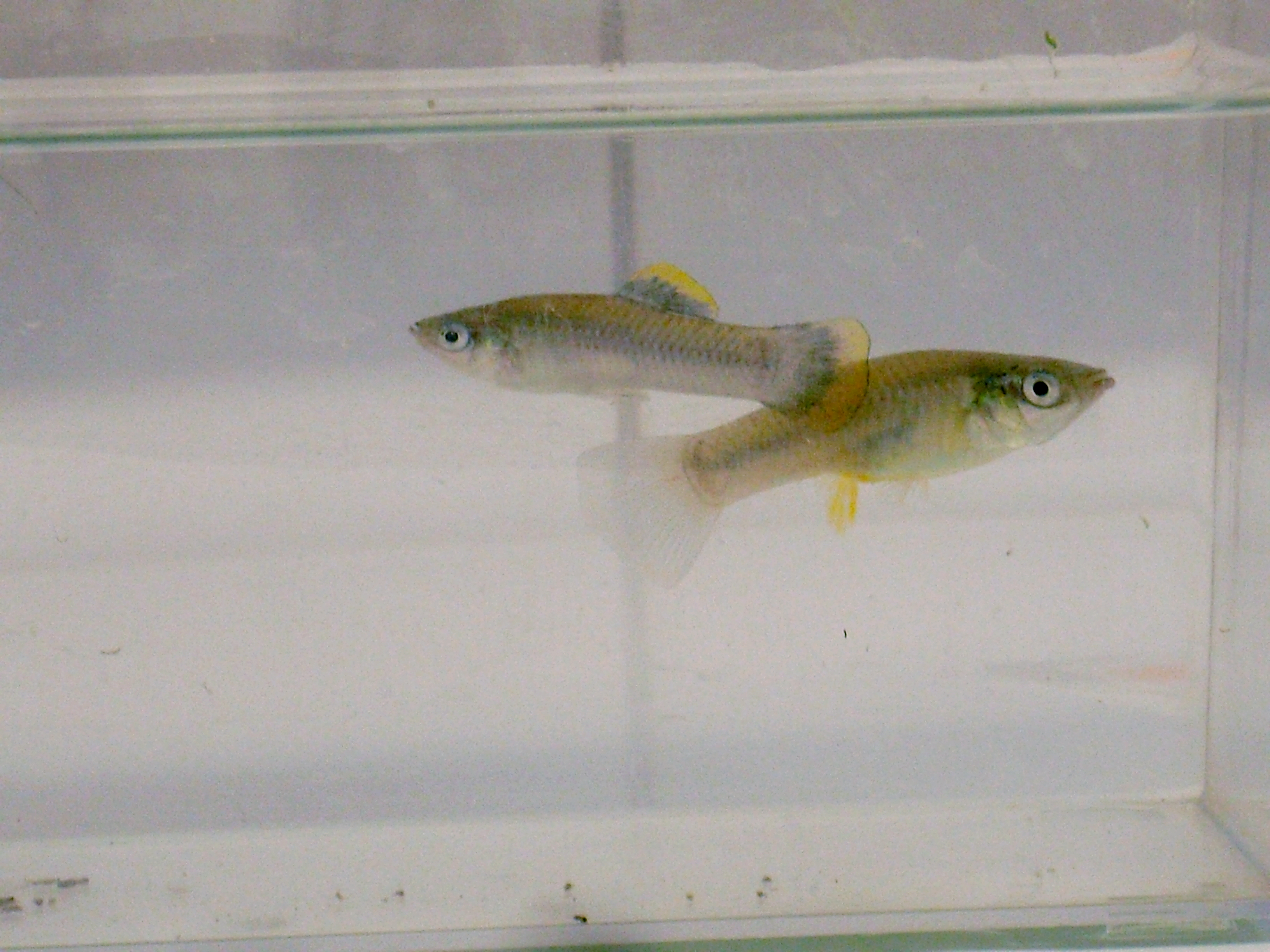
Poecilia mexicana, pár samec a samice

## Biotop
Ryba žije ve sladkovodních a brakických vodách v tropickém pásmu střední a severní Ameriky, v Rio San Juan, v Orizaba a v Rio Aguabuena u Tamasopo v Mexiku, v Guatemale. Ryba není migrující. Byla uměle vysazena do řeky Muddy v Nevadě v USA, kde je považována za invazivní druh.
Byla také nalezena v jeskyních Cueva del Azufre (česky Sirnatá jeskyně) a Cueva Luna Azufre v Tabasco v Mexiku, kde žije ve vodě s vysokou koncentrací sirovodíků. Ryba má vysoké procento genů, které zajišťují odbourávání sirovodíků z organismu. Jeskyni používá domorodý kmen v rámci rituálu přivolávajícího déšť otravují vodu jedovatými listy stromů. Výzkumy ukázaly, že ryby, pro které je tento jed stále smrtelně jedovatý, si postupně pěstují odolnost. Každá generace je trochu méně náchylná ke smrtelnému působení toxinů.

## Chov v akváriu
- Chov ryby: Středně velká nádrž, osázená rostlinami, kterým vyhovuje osolená voda. Salinita vody 2 – 5 g/l.[3]
- Teplota vody: Doporučuje se teplota v rozmezí 20–28 °C[4]
- Kyselost vody: od 7,0–7,5 pH[4]
- Tvrdost vody: 20–30 °dGH[4]
- Krmení: Jedná se o všežravou rybu, přijímá tedy umělé vločkové krmivo, mražené krmivo, drobné živé krmivo (nítěnky, plankton), detrit, rostlinnou potravu, řasy.[4]
- Rozmnožování: Březost trvá 28 dní, samice rodí 30–80 mláďat. Pohlavní dospělost je 7 až 12 měsících.[4] Při páření používá samec techniku, kdy v přítomnosti jiného samce ignoruje samici, kterou chtěl původně oplodnit.[10] Ryba se snadno kříží s Poecilia latipinna, potomstvo je podobné s Poecilia kl. formosa,[11]